# Andiran
Andiran é uma comuna francesa na região administrativa da Nova Aquitânia, no departamento Lot-et-Garonne. Estende-se por uma área de 9,95 km². Em 2010 a comuna tinha 234 habitantes (densidade: 23,5 hab./km²).